# Tillandsia bergiana
Tillandsia bergiana är en gräsväxtart som beskrevs av Takiz. och Koide. Tillandsia bergiana ingår i släktet Tillandsia och familjen Bromeliaceae. Inga underarter finns listade i Catalogue of Life.